# Eyjafjörður
Eyjafjörður (isl. "fiord z wyspą") – najdłuższy islandzki fiord w centralno-północnej Islandii, między półwyspami Tröllaskagi i Flateyjarskagi. Ma około 60 km długości i maksymalnie 25 km szerokości. Na środku fiordu położona jest wyspa Hrísey, od której wzięła się jego nazwa. Do fiordu uchodzą następujące ważniejsze rzeki (idąc od zachodu): Svarfaðardalsá, Hörgá, Eyjafjarðará i Fnjóská.
Brzegi fiordu są stosunkowo gęsto, jak na islandzkie warunki, zaludnione. Na zachodnim wybrzeżu leżą miejscowości: Ólafsfjörður, Dalvík, Litli-Árskógssandur, Hauganes i Hjalteyri. Na południowym krańcu Akureyri - największe miasto poza regionem stołecznym. Na wschodnim wybrzeżu miejscowości Svalbarðseyri i Grenivík. Miasta i osady nad fiordem połączone są drogami nr 82 (zachodnie wybrzeże), drogą krajową nr 1 (południowe wybrzeże) oraz nr 83 (wschodnie wybrzeże). Zamieszkana jest również wyspa Hrísey, do której można dopłynąć promami z Dalvík i Litli-Árskógssandur.